# Chondracanthus
Chondracanthus – rodzaj widłonogów z rodziny Chondracanthidae. Nazwa naukowa tego rodzaju skorupiaków została opublikowana w 1811 roku przez francuskiego biologa François-Étienne de La Roche.

## Podział systematyczny
Do rodzaju należą następujące gatunki:

- Chondracanthus angustatus Heller, 1865
- Chondracanthus australis Ho, 1991
- Chondracanthus barnardi Ho, 1972
- Chondracanthus brotulae Capart, 1959
- Chondracanthus colligens Barnard, 1955
- Chondracanthus cottunculi Rathbun, 1886
- Chondracanthus deltoideus Fraser, 1920
- Chondracanthus dibranchi Gómez, Aguirre-Villaseñor & Morales-Serna, 2018
- Chondracanthus distortus Wilson C.B., 1922
- Chondracanthus genypteri Thomson G.M., 1890
- Chondracanthus goldsmidi Tang, Andrews & Cobcroft, 2007
- Chondracanthus gracilis Fraser, 1920
- Chondracanthus heterostichi Ho, 1972
- Chondracanthus hoi Braicovich, Lanfranchi, Incorvaia, Inés & Timi, 2013
- Chondracanthus horridus Heller, 1865
- Chondracanthus irregularis Fraser, 1920
- Chondracanthus janebennettae Causey, 1953
- Chondracanthus kabatai Aneesh, Helna & Kumar, 2020
- Chondracanthus lepidionis Kabata, 1970
- Chondracanthus lepophidii Ho, 1974
- Chondracanthus lophii Johnston, 1836
- Chondracanthus merluccii (Holten, 1802)
- Chondracanthus multituberculatus (Markevich, 1956)
- Chondracanthus narium Kabata, 1969
- Chondracanthus neali Leigh-Sharpe, 1930
- Chondracanthus nodosus (Müller O.F., 1776)
- Chondracanthus ornatus Scott T., 1900
- Chondracanthus palpifer Wilson C.B., 1912
- Chondracanthus pinguis Wilson C.B., 1912
- Chondracanthus polymixiae Yamaguti, 1939
- Chondracanthus psetti Krøyer, 1863
- Chondracanthus pusillus Kabata, 1968
- Chondracanthus shiinoi Yamaguti, 1963
- Chondracanthus solidus (Gusev, 1951)
- Chondracanthus theragrae Yamaguti, 1939
- Chondracanthus triventricosus Sekerak, 1970
- Chondracanthus tuberculatus Nordmann, 1832
- Chondracanthus wilsoni Ho, 1971
- Chondracanthus yabei Ho, J.S., I.H. Kim & Nagasawa, 2005
- Chondracanthus yanezi Atria, 1980
- Chondracanthus zei Delaroche, 1811